# Geraardsbergen

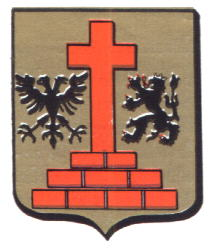
Geraardsbergens vapen

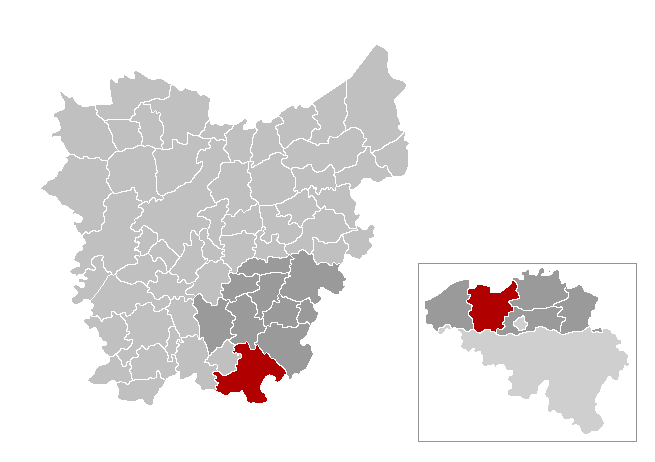
Geraardsbergens läge inom provinsen Östflandern

Geraardsbergen (franska: Grammont) är en kommun i provinsen Östflandern i regionen Flandern i Belgien. Geraardsbergen hade 31 667 invånare per 1 januari 2008.

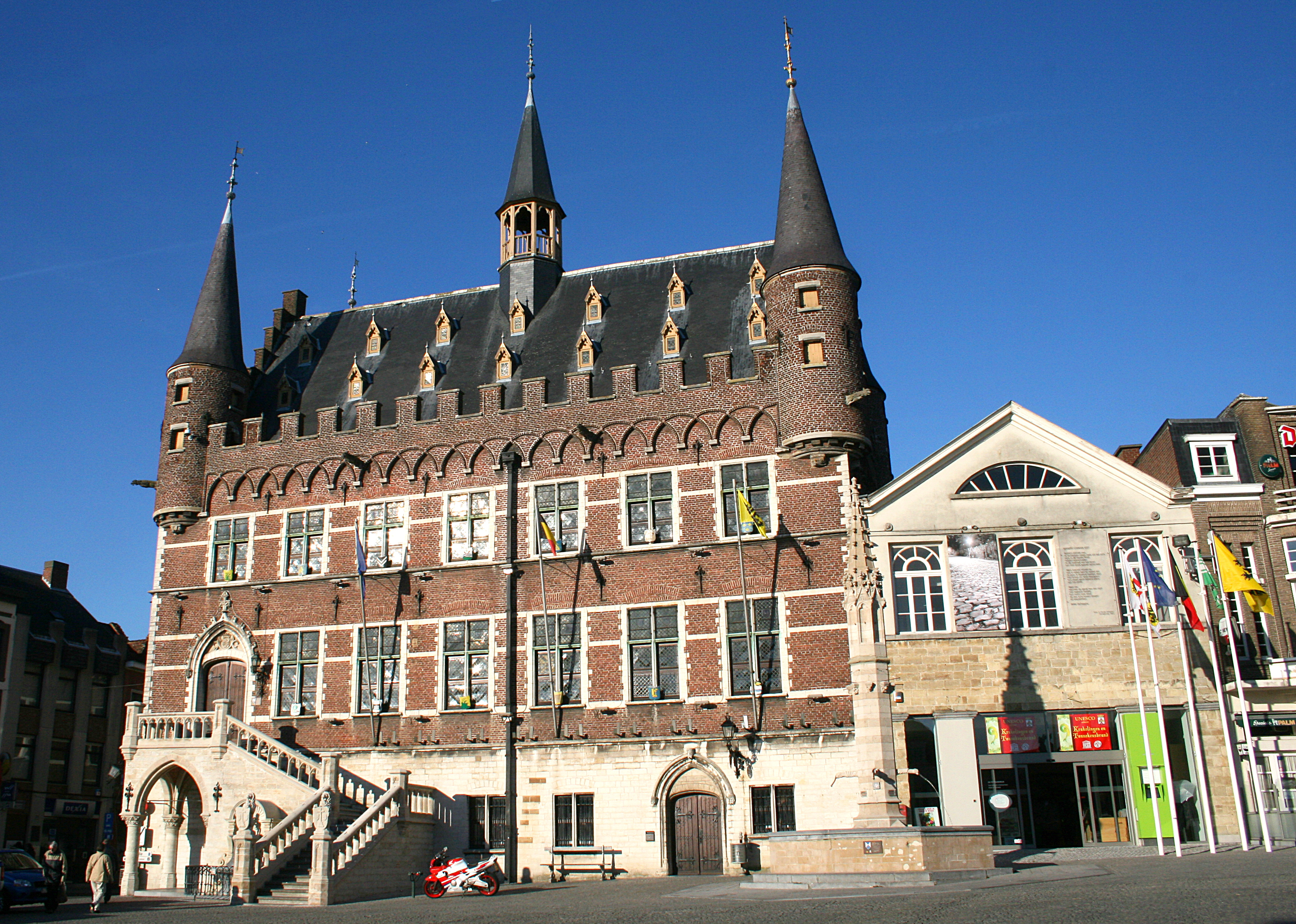
Rådhus och museum
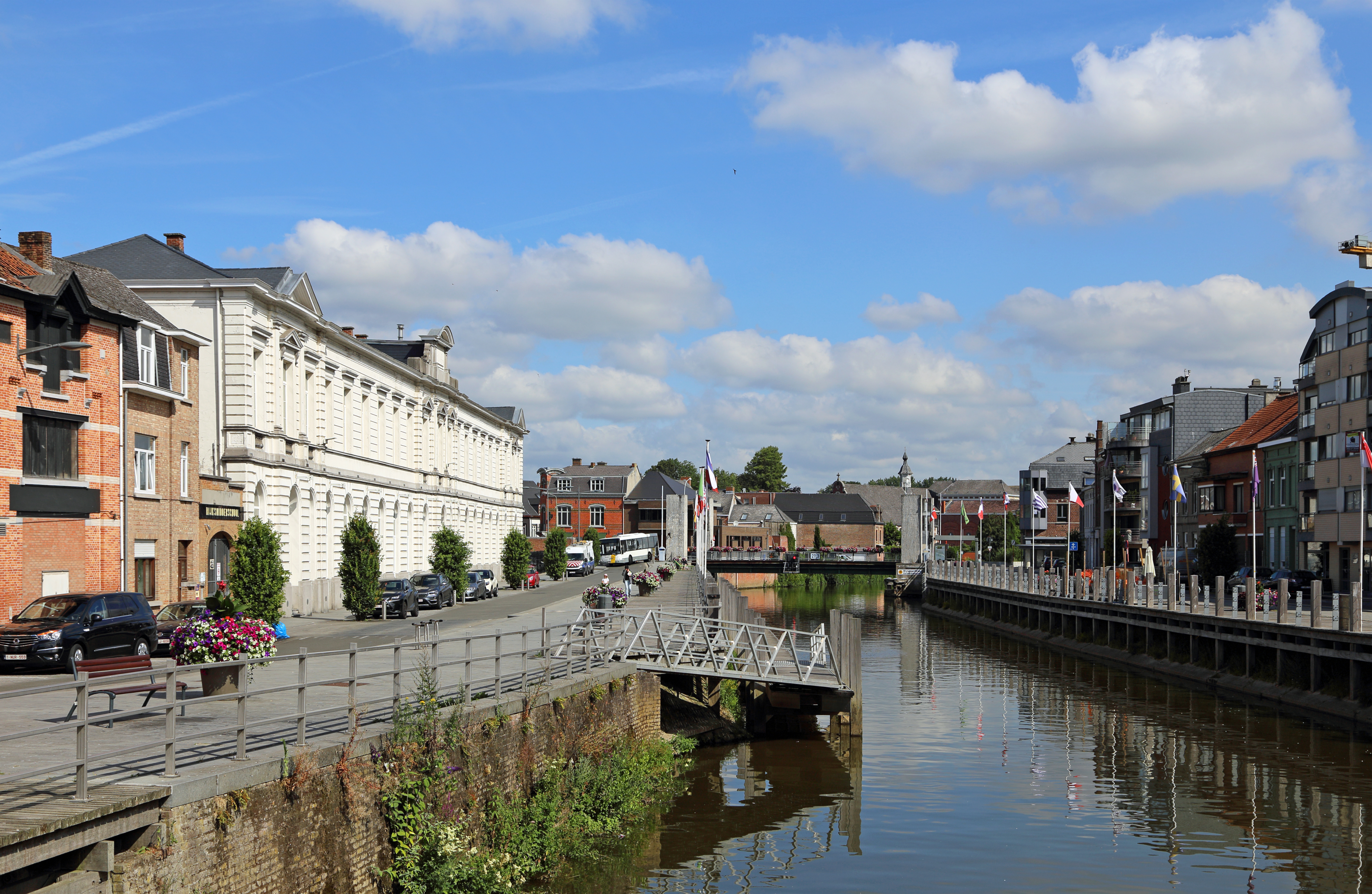
Dender (flöde) i Geraardsbergen
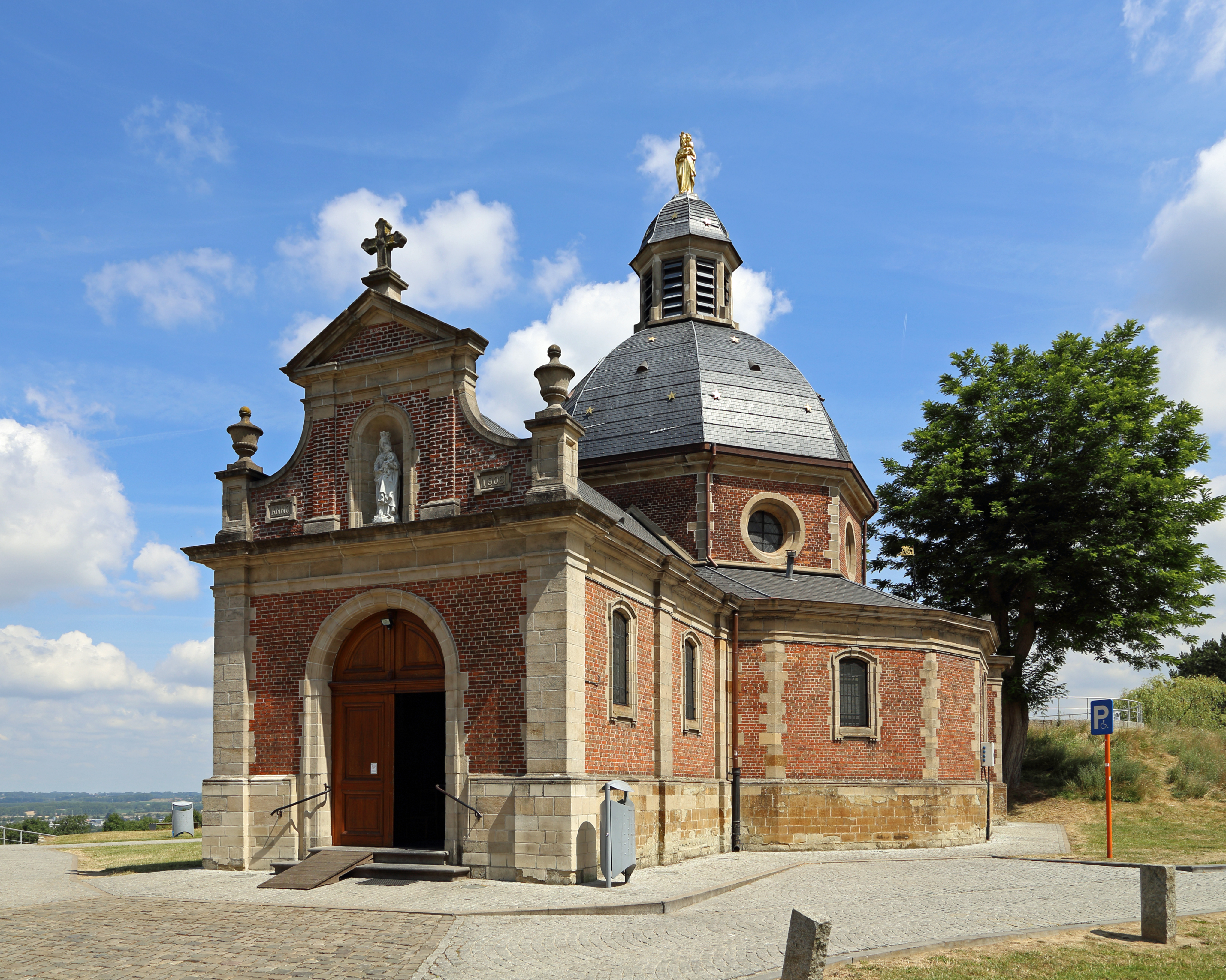
Mariakapell på Oudeberg